# Poligny, Jura
Poligny là một xã trong vùng hành chính Franche-Comté, thuộc tỉnh Jura, quận Lons-le-Saunier (quận), tổng Poligny. Tọa độ địa lý của xã là 46° 50' vĩ độ bắc, 05° 42' kinh độ đông. Poligny nằm trên độ cao trung bình là 327 mét trên mực nước biển, có điểm thấp nhất là 252 mét và điểm cao nhất là 626 mét. Xã có diện tích 50.22 km², dân số vào thời điểm 2004 là 4377 người; mật độ dân số là 87 người/km².

## Thông tin nhân khẩu
| 1962  | 1968  | 1975  | 1982  | 1990  | 1999  |
| ----- | ----- | ----- | ----- | ----- | ----- |
| 3.869 | 4.070 | 4.312 | 4.655 | 4.714 | 4.511 |